# آميديو بيافاتي
آميديو بيافاتي (بالإيطالية: Amedeo Biavati)‏ (مواليد 4 أبريل 1915) هو لاعب كرة قدم. يلعب مع منتخب إيطاليا لكرة القدم. سبق له أن لعب في كأس العالم لكرة القدم مع منتخب بلاده.

## الروابط الخارجية
- آميديو بيافاتي على موقع الاتحاد الدولي (مؤرشف)  (الإنجليزية)
- آميديو بيافاتي على موقع قاعدة بيانات كرة القدم.إي يو (الإنجليزية)
- آميديو بيافاتي على موقع ناشيونال فوتبول تيمز (الإنجليزية)
- آميديو بيافاتي على موقع عالم كرة القدم.نت (الإنجليزية)